# Орлецы (Кировская область)
Орлецы — посёлок в Нагорском районе Кировской области в составе Кобринского сельского поселения.

## География
Находится на левом берегу реки Кобра на расстоянии примерно 48 километров по прямой на север от районного центра посёлка Нагорск.

## История
Известен с 1978 года. В 1989 году был учтен 571 житель.

## Население
Постоянное население составляло 571 человек (русские 87 %) в 2002 году, 441 — в 2010.